# 吉米·默菲
吉米·默菲（英語：Jamie Murphy；1989年8月28日—）是一位蘇格蘭足球運動員。在場上的位置是前鋒。現效力蘇超格拉斯哥流浪，他曾效力於英超球隊布莱顿。

## 外部連結
- 足球数据库：吉米·默菲的球员统计数据
- Official profile at Sheffield United
- Scotland stats （页面存档备份，存于） at Scottish FA